# Muraenolepis microps
Muraenolepis microps is een straalvinnige vissensoort uit de familie van aalkabeljauwen (Muraenolepididae). De wetenschappelijke naam van de soort is voor het eerst geldig gepubliceerd in 1905 door Lönnberg.